# Det brustna hjärtat
Det brustna hjärtat är ett samlingsalbum av den svenske bluesmusikern Rolf Wikström, utgivet på skivbolaget MNW 2005. Albumet består av låtar från Mitt hjärta är ditt (1989) och ...din längtans blå anemone (1996), två skivor där Wikström tolkar texter av Nils Ferlin.

## Låtlista
Alla texter är skrivna av Nils Ferlin. Där inte annat anges är musiken skriven av Rolf Wikström.
1. "En valsmelodi" (musik: Lille Bror Söderlundh)
2. "En liten konstnär" (musik: Lille Bror Söderlundh)
3. "Mitt hjärta är ditt" (musik: Torgny Björk)
4. "Precis som förut"
5. "Vid diktens port"
6. "Stjärnorna kvittar det lika" (musik: Tor Bergner)
7. "En skål i bröder"
8. "Till en gammal bekant"
9. "Tröstlösa dagar"
10. "Fåfänglighet"
11. "Ett brev"
12. "Över tusen hav"
13. "En gång"
14. "En ökenblomma"
15. "Poeterna har sagt"
16. "Olust"
17. "Brr (en inneboende)"
18. "När skönheten kom till byn" (musik: Lille Bror Söderlundh)
19. "Ett ankhuvud"
20. "Får jag lämna några blommor" (musik: Lille Bror Söderlundh)

## Medverkande
- Christer Jansson – trummor, slagverk
- Niklas Medin – klaviatur
- Hannes Råstam – bas
- Åke Sundqvist – trummor, slagverk
- Rolf Wikström – sång, gitarr

### Fotnoter
1. 1 2  ”Det brustna hjärtat”. Svensk mediedatabas. Arkiverad från originalet den 8 december 2015. https://web.archive.org/web/20151208180025/http://smdb.kb.se/catalog/search?q=rolf%20wikstr%C3%B6m%20typ%3Afonogram&sort=OLDEST. Läst 9 januari 2013.